# Raymond Rôze
Raymond Rôze est un compositeur et chef d'orchestre anglais né à Londres le 14 juillet 1875 et mort le 30 mars 1920. Il est le fils de la soprano française Marie Rôze et le fils naturel du Duc d'Edimbourg. 

## Biographie
Raymond Rôze étudie à Bruxelles avec Arthur De Greef avant de travailler d'abord en Angleterre au Lyceum Theatre où il est directeur musical. Il fonde également une école de chant à Londres en 1899 et il est directeur musical pour diverses compagnies de théâtre. Sa production consiste principalement en de la musique accessoire pour des pièces de théâtre dont un certain nombre au Her Majesty's Theatre sous la direction de Sir Herbert Tree, y compris Trilby en 1895. Sa musique est jouée deux fois lors des concerts des Proms à Londres (en 1901 et 1911).
Rôze est directeur musical du Royal Opera House et son opéra en trois actes Joan of Arc y est créé le 1er novembre 1913. Une revue du Times critique la nature décousue de l'opéra et affirme qu'« un drame avec les personnages chantant et un orchestre pour les accompagner n'est pas nécessairement un opéra ». Plus tard dans le même mois, il engage Frank Bridge pour diriger l'opéra Tannhäuser de Richard Wagner. 
L'opéra est écrit en anglais à une époque où il y a peu d'opéras anglais dans le répertoire. Avec son opéra, Rôze cherche, selon ses propres mots, à établir « la langue anglaise dans la position qu'elle doit occuper sur la scène lyrique une fois pour toutes ». Au cours de la même saison 1913, il dirige l'opéra Carmen de Bizet en anglais. Une représentation de gala de Jeanne d'Arc en présence du roi George et de la reine Mary en décembre 1913 est interrompue par des protestataires suffragistes. Une autre représentation de  gala de Jeanne d'Arc a lieu à Paris au Théatre national de l'Opéra (l'Opera Garnier) lors d'un événement de collecte de fonds pour la Croix-Rouge en 1917, sous le haut patronage du président de la Republique.
Rôze est le chef fondateur du British Symphony Orchestra, un ensemble professionnel formé en 1919 de soldats démobilisés retournant à Londres après la Première Guerre mondiale.
Raymond Roze a épousé une soprano américaine, Louise Miles (nom de scène Marie Sora), née à New York. Leur fille Marie-Louise Roze fut également soprano.

## Œuvres choisies
- Ouverture et musique incidente de Jules César, op. 16 (1899)
- Musique accessoire à Sweet Nell of Old Drury (1900)
- Extase d'Amour op. 28 (1904, Schott, Londres)
- The Love Birds, comédie musicale (1904)
- Musique accessoire à The Scarlet Pimpernel, (1913)
- Joan of Arc (opéra en prologue, trois actes et sept tableaux) (1911) (la partition est maintenant à la British Library)
- Antony and Cleopatra (joué aux Proms de Londres en 1911)
- Poème de la victoire pour violon et orchestre (1919)